# 藤原師基 (中関白家)
藤原 師基（ふじわら の もろもと、長元4年（1031年） - 承保4年2月10日（1077年3月7日））は、平安時代後期の貴族。藤原北家、権大納言・藤原経輔の子。官位は正四位下・若狭守。

## 経歴
後冷泉朝にて右馬頭や皇后宮権亮（皇后は藤原寛子）を経て、康平6年（1063年）右中弁に直任される。治暦元年（1065年）左中弁に昇任され、治暦3年（1067年）2月には蔵人頭（頭弁）に補せられる。しかし、同年より病気のために出仕できなくなり、治暦4年（1068年）3月に蔵人頭を辞し、治暦5年（1069年）には左中弁も解かれて若狭守として地方官に転じた。
承保4年（1077年） 2月10日卒去。享年47。最終官位は前若狭守正四位下。
妻（源定良の娘）は白河天皇の乳母を務めているが、彼女が後冷泉朝の頃に早世した影響もあるのか、乳父として目立った恩恵を受けることはなかった。代わりに息子の国明や娘婿の源俊明が院近臣として登用されることになる。

## 官歴
注記のないものは『弁官補任』による。
- 時期不詳：四位
- 永承7年（1052年） 4月15日：昇殿[2]
- 康平3年（1060年） 7月17日：見右馬頭
- 時期不詳：正四位下。皇后宮権亮（皇后・藤原寛子）
- 康平6年（1063年） 2月27日：右中弁、皇后宮権亮如元
- 康平7年（1064年） 3月4日：兼美作権守
- 治暦元年（1065年） 12月8日：左中弁
- 治暦3年（1067年） 2月14日：蔵人頭
- 治暦4年（1068年） 3月：辞蔵人頭（依病）。4月17日：改中宮権亮
- 治暦5年（1069年） 正月27日：兼播磨介。12月17日：若狭守
- 承保4年（1077年） 2月10日：卒去（前若狭守正四位下）[3]

## 系譜
『尊卑分脈』による。
- 父：藤原経輔
- 母：藤原資業の娘
- 妻：源隆国の三女[4]
- 妻：源定良の娘
  - 男子：藤原家定（?-1100）
  - 男子：藤原国明（1064-1105） - 源俊明の養子
- 妻：平貞叙の娘
  - 男子：心基
- 生母不詳の子女
  - 男子：藤原家賢
  - 男子：尊智
  - 男子：仁寛